# Георгі Георгієв (футболіст)
Георгі Костадинов Георгієв (болг. Георги Костадинов Георгиев, нар. 10 січня 1963, Пловдив) — болгарський футболіст, що грав на позиції півзахисника. Відомий за виступами в болгарських клубах «Марица»,«Тракія» ЦСКА, французьких клуб «Мюлуз», а також у складі національної збірної Болгарії. Дворазовий чемпіон Болгарії, володар Кубка Болгарії. Почесний громадянин Софії.

## Клубна кар'єра
Георгі Георгієв народився у Пловдиві, та розпочав займатися футболом у місцевому клубі «Марица», в якому й дебютував у дорослому футболі в 1980 році. У 1984 році перейшов до іншого клубу з рідного міста «Тракія», в якому грав до 1988 року.
У 1988 році Георгієв перейшов до софійського клубу ЦСКА. У складі софійського клубу грав до 1991 року, та був у її складі одним із основних футболістів середини поля. У складі ЦСКА Георгієв двічі виборював титул чемпіона Болгарії та став володарем Кубка Болгарії. 
З 1991 року Георгі Георгієв грав у складі французького клубу «Мюлуз». У складі французького клубу болгарський футболіст грав до 1995 року, та провів у його складі 124 матчі.
У 1996 році Георгієв повернувся на батьківщину, де знову захищав кольори клубу ЦСКА (Софія). За півроку він став гравцем іншого свого колишнього клубу «Марица», і в 1997 році в складі пловдивського клубу завершив виступи на футбольних полях. Після завершення кар'єри футболіста Георгі Георгієв був президентом клубу «Марица» і спортивним директором софійського ЦСКА.

## Виступи за збірну
У 1989 році Георгі Георгієв дебютував у складі національної збірної Болгарії.Був у складі збірної на чемпіонату світу 1994 року у США, на якому болгарська збірна досягла найвищого успіху на світових першостях, зайнявши четверте місце, проте Георгієв на самому чемпіонаті на поле не виходив. після чемпіонату світу до збірної не викликався. Загалом протягом кар'єри в національній команді, провів у її формі 11 матчів, у яких забитими голами в ігровий час не відзначився.

## Титули і досягнення
- Чемпіон Болгарії (2):

ЦСКА (Софія): 1988-1989, 1989-1990
- Володар Кубка Болгарії (1):

ЦСКА (Софія): 1988-1989